# Municipio de Adams (condado de Parke)
El municipio de Adams (en inglés: Adams Township) es un municipio ubicado en el condado de Parke en el estado estadounidense de Indiana. En el año 2010 tenía una población de 5825 habitantes y una densidad poblacional de 40,11 personas por km².

## Geografía
El municipio de Adams se encuentra ubicado en las coordenadas 39°44′25″N 87°12′32″O / 39.74028, -87.20889. Según la Oficina del Censo de los Estados Unidos, el municipio tiene una superficie total de 145.22 km², de la cual 144.52 km² corresponden a tierra firme y (0.48%) 0.7 km² es agua.

## Demografía
Según el censo de 2010, había 5825 personas residiendo en el municipio de Adams. La densidad de población era de 40,11 hab./km². De los 5825 habitantes, el municipio de Adams estaba compuesto por el 91.74% blancos, el 6.51% eran afroamericanos, el 0.52% eran amerindios, el 0.24% eran asiáticos, el 0.02% eran isleños del Pacífico, el 0.46% eran de otras razas y el 0.52% pertenecían a dos o más razas. Del total de la población el 1.17% eran hispanos o latinos de cualquier raza.